# 머스트

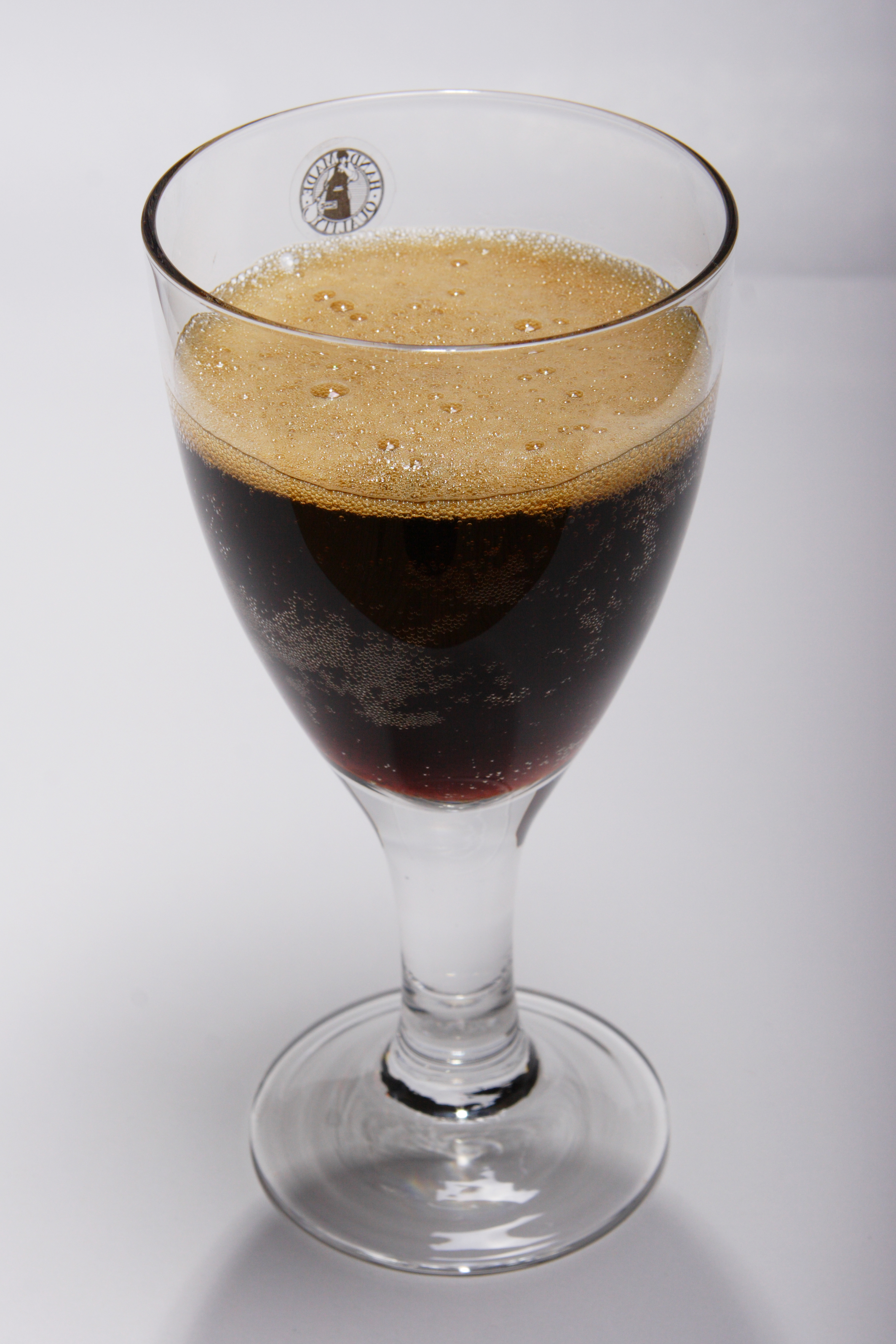
머스트

머스트(영어: must)는 발효되지 않은 압착즙(보통은 포도즙)이며 과실의 껍질, 씨, 줄기가 포함되는 것이 보통이다.

## 기독교 전례
로마 가톨릭의 미사에서 머스트는 항존직(恒存職)이 보통은 알코올 중독 등으로 인해 사제나 평신도의 이익을 위해 권한을 주었다는 조건 하에 성찬 포도주를 대체할 수 있으나, 일반적으로는 포도주를 대체하여 쓰이지 않는다.

## 같이 보기
- 페크메즈